# 小林直毅
小林 直毅（こばやし なおき、1955年 - ）は、日本の社会学者、法政大学社会学部教授。専門は、メディア文化研究。

## 来歴
兵庫県生まれ。法政大学社会学部卒業。法政大学院社会科学研究科博士後期課程満期退学。熊本学園大学専任講師、同助教授、県立長崎シーボルト大学国際情報学部教授を経て、2008年4月より現職。

## 著書

### 単著
- 『メディアテクストの冒険』（世界思想社, 2003年）

### 共著
- （伊藤守）『情報社会とコミュニケーション』（福村出版, 1995年）
- （平井智尚・大淵裕美・藤田真文・島岡哉・小林義寛）『ポピュラーTV』（風塵社, 2009年）

### 編著
- 『「水俣」の言説と表象』（藤原書店, 2007年）

### 共編著
- （毛利嘉孝）『テレビはどう見られてきたのか』（せりか書房, 2003年）

### 共訳書
- （田中義久・伊藤守 ）P・バーワイズ, A・エーレンバーグ『テレビ視聴の構造――多メディア時代の「受け手」像』（法政大学出版局, 1991年）
- （伊藤守・ 藤田真文・常木瑛生・吉岡至・高橋徹）J・フィスク『テレビジョンカルチャー――ポピュラー文化の政治学』（梓出版社, 1996年）